# Zhu Jianhua
Zhu Jianhua   (Shanghai, 29 de maig de 1963) és un atleta xinès, especialista en el salt d'alçada, que va competir durant la dècada de 1980. Fou el primer xinès en guanyar una medalla olímpica en atletisme i al Campionat del Món d'atletisme.
El 1984 va prendre part en els Jocs Olímpics d'Estiu de Los Angeles, on guanyà la medalla de bronze en la prova del salt d'alçada del programa d'atletisme. Finalitzà rere l'alemany Dietmar Mögenburg i el suec Patrik Sjöberg. Quatre anys més tard, als Jocs de Seül, quedà eliminat en la classificació de la mateixa prova.
En el seu palmarès també destaquen una medalla de bronze al Campionat del Món d'atletisme de 1983, dues d'or als Jocs Asiàtics de 1982 i 1986 i dues d'or al Campionat d'Àsia d'atletisme, el 1981 i 1983.
Zhu va dominar el salt d'alçada a l'Àsia a començaments de la dècada de 1980, millorant el rècord nacional i asiàtic en diverses ocasions. L'11 de juny de 1983 Zhu va saltar 2,37 metres, establint un nou rècord mundial. Arribaria a superar els 2,38 metres i els 2,39 metres, aquesta darrer alçada el 10 de juny de 1984. El seu rècord mundial es va mantenir fins l'11 d'agost de 1985, quan Rudolf Povarnitsyn el va superar per un centímetre i es convertia en el primer home en saltar els 2,40 metres. Els seus 2,39 metres foren rècord asiàtic fins al 2013, quan Mutaz Essa Barshim de Qatar va saltar 2,40 metres.

## Millors marques
- Salt d'alçada. 2m 39 cm (1984)[1][5]